# St. Elisabeth (Kareth)

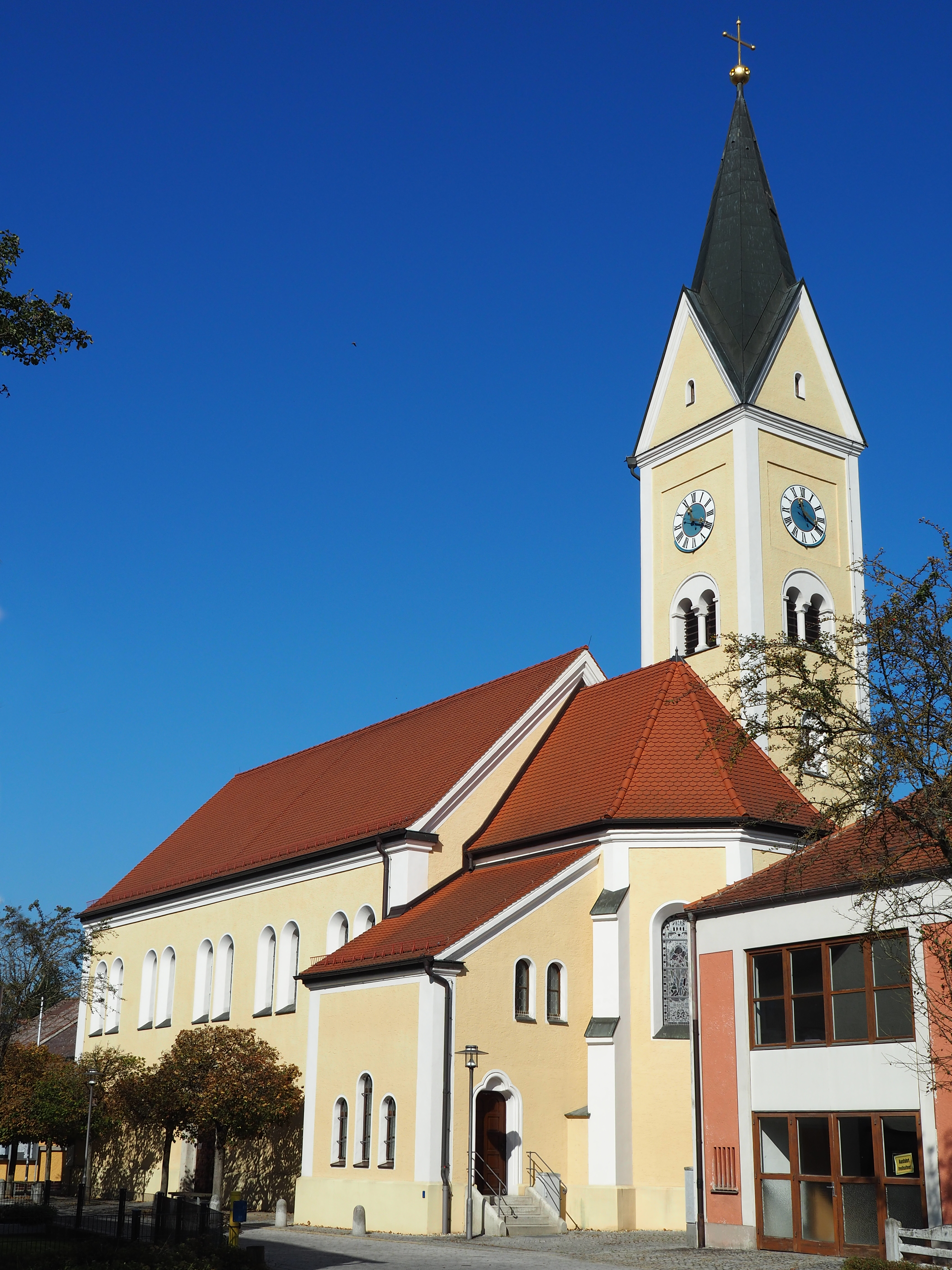
St. Elisabeth in Kareth

Die römisch-katholische, denkmalgeschützte Pfarrkirche St. Elisabeth steht in Kareth, einem Gemeindeteil des Marktes Lappersdorf im Landkreis Regensburg der Oberpfalz. Sie ist dem Bistum Regensburg zugeordnet. Das Bauwerk ist unter der Denkmalnummer D-3-75-165-12 als Baudenkmal in die Bayerische Denkmalliste eingetragen.

## Geschichte

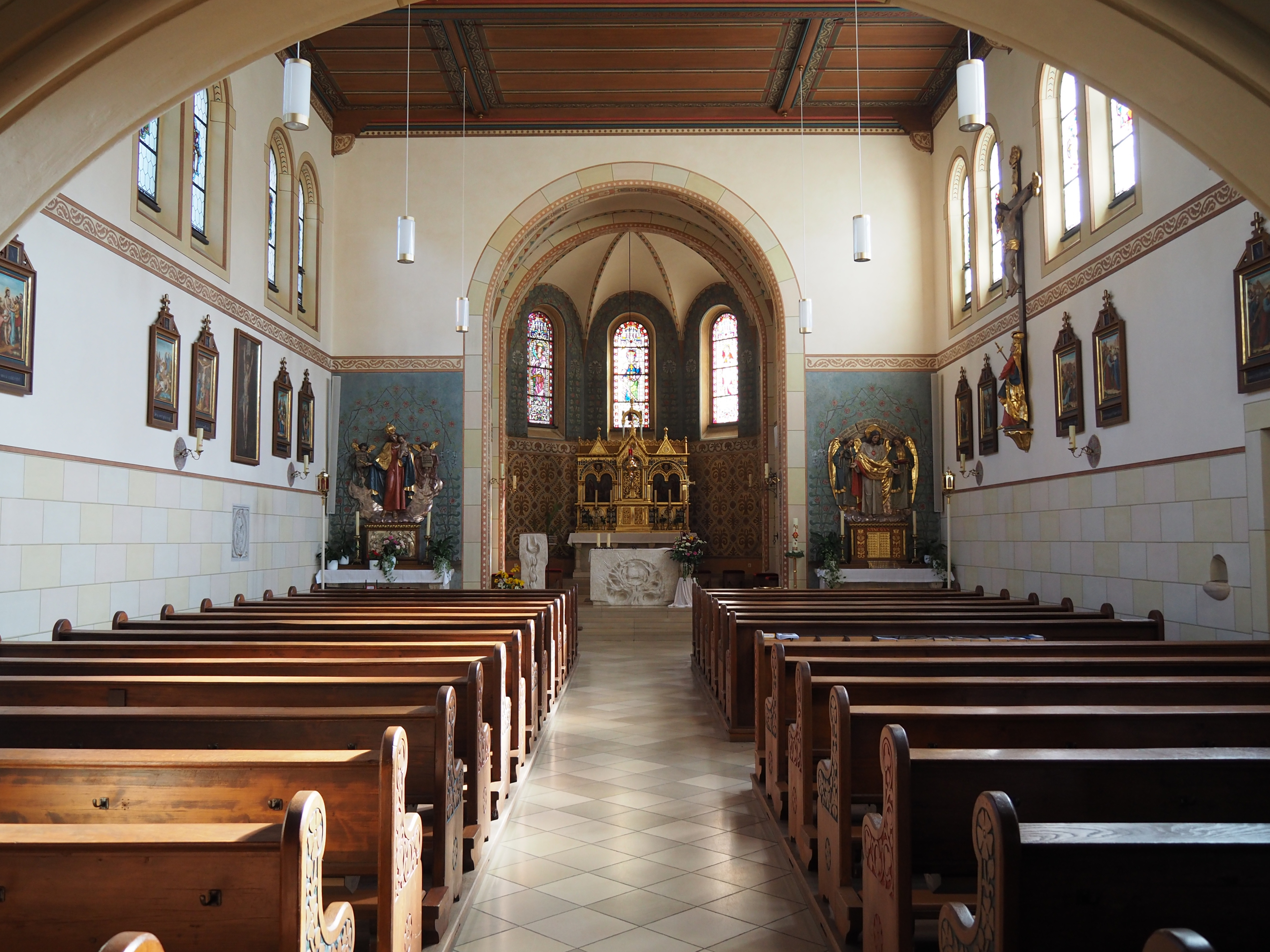
Innenansicht

Kirchengeschichtlich wurde St. Katharina in einer Reihe mit anderen Dörfern erstmals 1228 urkundlich erwähnt, als die Mutterpfarrei Sallern dem Domkapitel in Regensburg zugeschlagen wurde. Laut historischen Berichten war sie 13 m lang, 7 m breit und verfügte über einen dickwandigen Turm aus Bruchsteinen, der mit einem Satteldach gedeckt war. Durch ein starkes Anwachsen der Kirchengemeinde wurde die Kirche zu klein. Am 17. Januar 1897 fasste die Kirchenverwaltung den Beschluss, eine neue Kirche zu bauen. Der Münchner Architekt Johann Baptist Schott plante eine neuromanische Saalkirche. Nach dem Fest Christi Himmelfahrt am 25. Mai 1900 hielt der damalig Pfarrer, Michael Wieshuber den Schlussgottesdienst, worauf nach dem Ausräumen der Kirche am 30. Mai mit dem Abbruch begonnen wurde.
Der Neubau der Kirche erfolgte an der gleichen Stelle wie die Vorgängerkirche. Am 29. Juli 1900 fand die Grundsteinlegung statt. Bereits am 30. November war der Neubau so weit gediehen, dass die Glocken aufgezogen wurden und nach der Jahreswende der Innenausbau vorgenommen werden konnte. Der Kirchenraum wurde mit einem neuromanischen Hochaltar, einer Kanzel und künstlerisch gestalteten Glasfenstern ausgestattet. Am 29. Juli 1901 wurde die Kirche eingeweiht.
Im Ersten Weltkrieg wurden drei Glocken beschlagnahmt. 1919 kam eine der Glocken wieder zurück und das Geläut daraufhin um 1924 durch Zuguss ergänzt. Im Zweiten Weltkrieg verfielen ebenfalls drei Glocken der Beschlagnahme und wurden daher am 29. April 1942 vom Turm abgenommen. Nur eine Glocke aus dem Jahr 1880 konnte über die Weltkriege gerettet werden. 1947 vervollständigte Karl Hamm wiederum das Geläut auf den heutigen Stand.
1962 wurde die Kirche im Innenbereich renoviert und flankierend erfolgte eine größere Umgestaltung nach dem aktuellen Zeitgeschmack. Bei diesem Eingriff wurden wesentliche Teile der neugotischen Ausstattung entfernt: So verschwanden die Aufbauten aller drei neugotischen Altäre. Im Chorraum wurde das Mittelfenster zugemauert, die künstlerisch gestalteten Glasfenster wurden durch Kathedralglas ersetzt und ein großes Kreuz mit einem Corpus aus der Krypta der Wolfgangskirche über dem Hochaltar an der neu entstandenen Wandfläche aufgehängt. Bei einer weiteren Innenrenovierung, erhielt der Raum einen neuen Anstrich, bei dem die ursprüngliche Raumfassung verloren ging.
Am 14. Juni 1986 wurde eine umfassende Kirchenrenovierung begonnen. Dabei wurde das Außenmauerwerk trockengelegt, die Aufbauten der Altäre, die Glasfenster und die Fassung der Raumschale nach Befundung rekonstruiert, ein neuer Volksaltar errichtet, das Bauwerk haustechnisch ertüchtigt und die Außenanlagen neu gestaltet. Mit der feierlichen Wiedereinweihung am 13. Dezember 1987 durch Manfred Müller wurden die Arbeiten abgeschlossen.

## Beschreibung

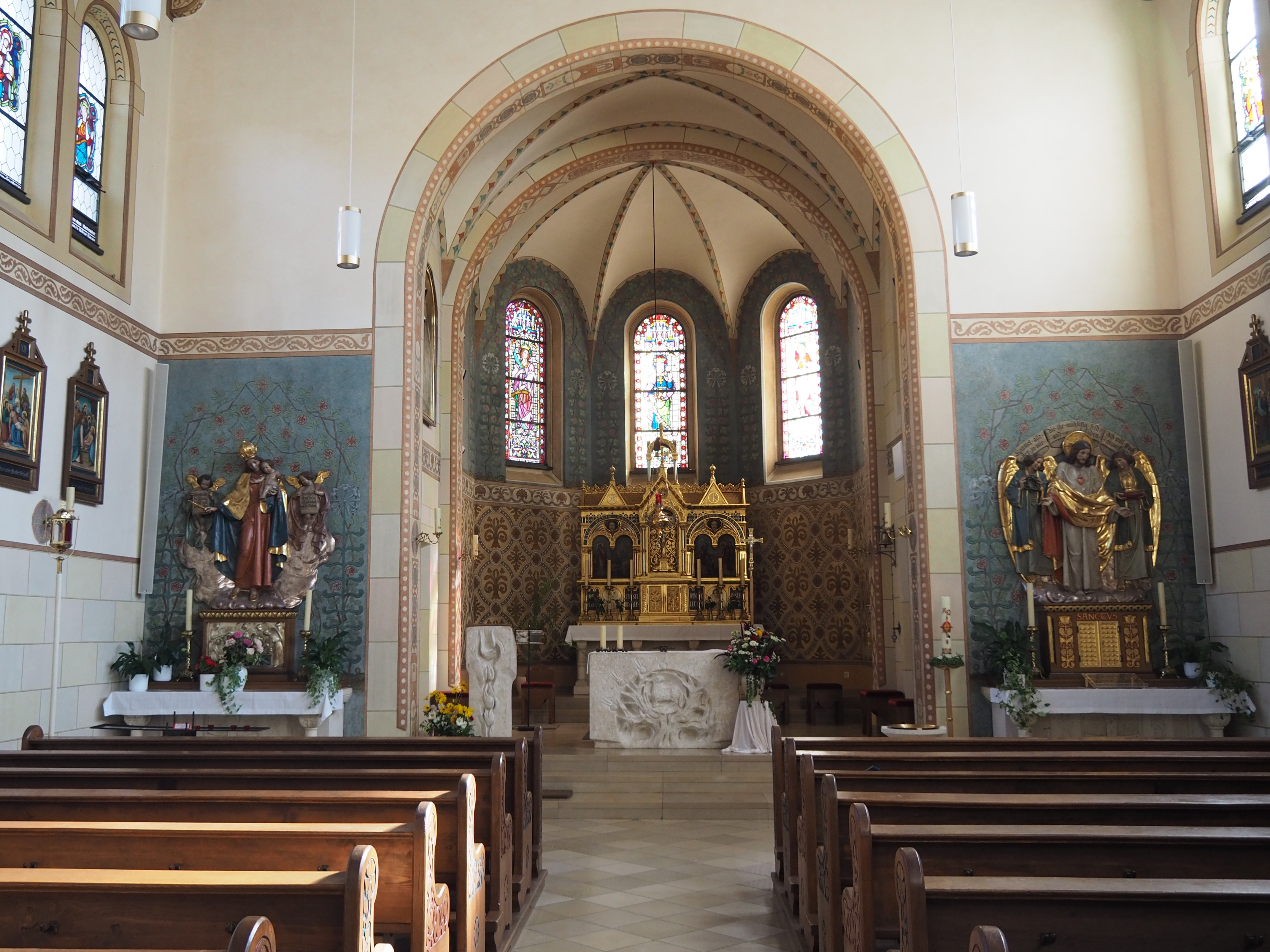
Altäre

Die Kirche ist 29,50 m lang, 10 m breit und ist mit einem 35 m hohen Chorflankenturm an der Nordwand, der mit einem oktogonalen Helm über den Giebeln bedeckt ist. Der Kirchenraum besteht aus einem Langhaus, das mit einem Satteldach bedeckt ist, einem eingezogenen, dreiseitig geschlossenen Chor im Osten, der von abgetreppten Strebepfeilern gestützt wird und der Sakristei an der Südwand. Der Innenraum des Langhauses ist mit einer Kassettendecke auf Unterzügen überspannt, der des Chors mit einem Kreuzgratgewölbe. Die oberen Geschosse des Chorflankenturms beherbergen die Turmuhr und hinter den als Biforien gestalteten Klangarkaden den Glockenstuhl, in dem vier Kirchenglocken hängen.
Auf einem Bleiglasfenster ist Elisabeth von Thüringen dargestellt. Zur Kirchenausstattung gehört ein Hochaltar, der 1987 unter Verwendung alter Teile rekonstruiert wurde. Er enthält ein Relief, auf dem Elisabeth dargestellt ist. Ein Pantokrator, der früher die Kanzel zierte, befindet sich jetzt an der Südwand.

## Orgel

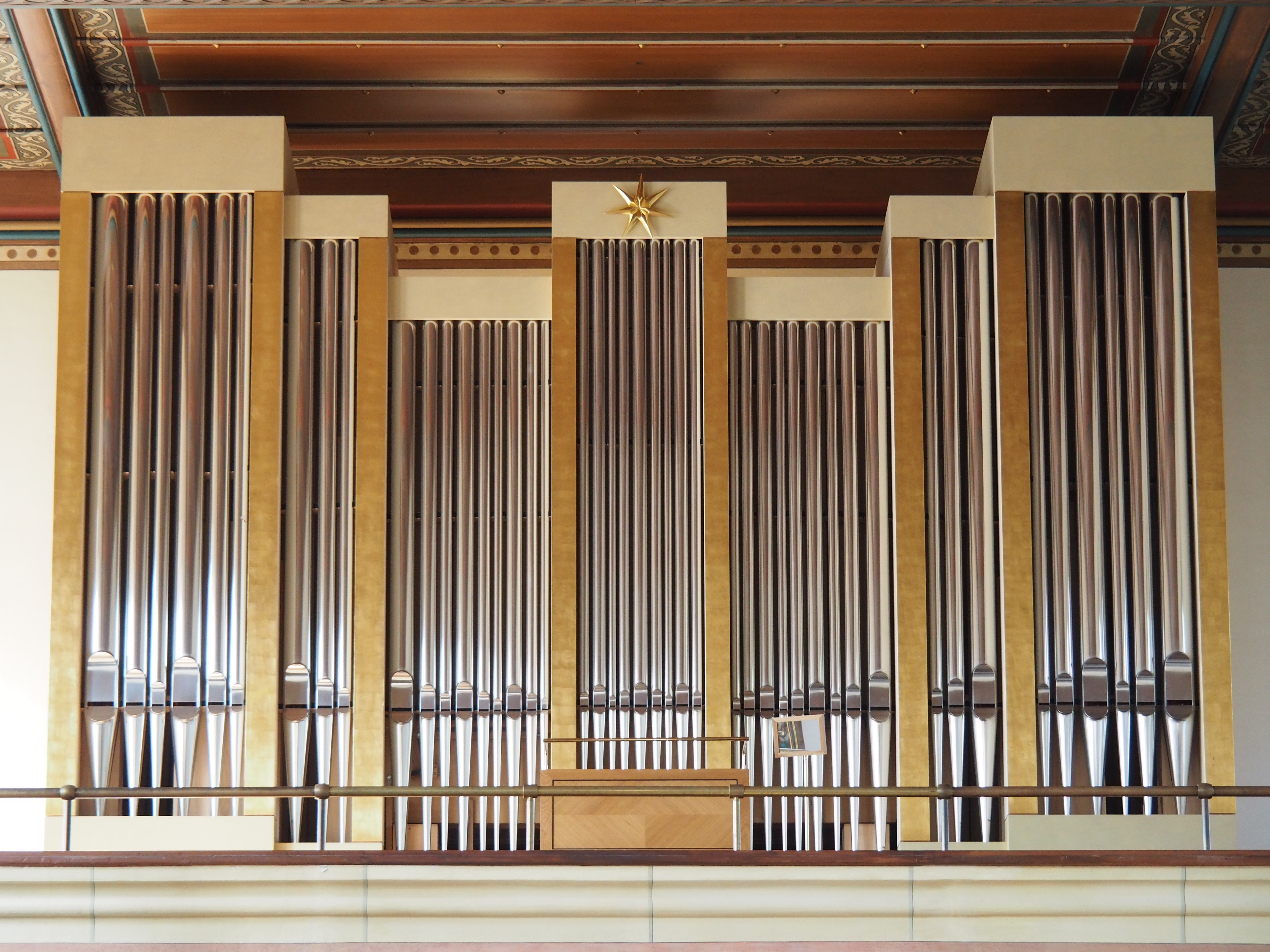
Orgel

Die erste Orgel der Kirche, gestiftet von Anna Biersack wurde 1902 als Opus 115 von Willibald Siemann erbaut. Das einmanualige Instrument verfügte über neun Register. 1981 wurde das Instrument durch einen dreimanualigen Neubau von Guido Nenninger abgelöst. Die heutige Orgel schuf Thomas Jann. Sie umfasst 18 klingende Register, verteilt auf zwei Manuale und Pedal. Sie wurde am 22. November 2020 mit einem Konzert durch Thomas Humbs eingeweiht. Die Disposition lautet:
| I Hauptwerk C–f3 |            |       |
| 1.               | Prinzipal  | 8′    |
| 2.               | Gedeckt    | 8′    |
| 3.               | Oktave     | 4′    |
| 4.               | Spitzflöte | 4′    |
| 5.               | Superoktav | 2′    |
|                  | Quint      | 1 ⁄3′ |
| 6.               | Mixtur III | 1 ⁄3′ |

| II Schwellwerk C–f3 |               |        |
| 07.                 | Rohrflöte     | 8′     |
| 08.                 | Salicional    | 8′     |
| 09.                 | Vox Coelestis | 8′     |
| 10.                 | Fugara        | 4′     |
| 11.                 | Hohlflöte     | 4′     |
| 12.                 | Nassat        | 2 ⁄3′  |
| 13.                 | Piccolo       | 2′     |
| 14.                 | Terz          | 1 3⁄5′ |
| 15.                 | Oboe          | 8′     |
|                     | Tremulant     |        |

| Pedal C–f1 |             |     |
| 16.        | Subbass     | 16′ |
|            | Zartbass    | 16′ |
| 17.        | Oktavbass   | 08′ |
|            | Gedecktbass | 08′ |
|            | Tenoroktave | 04′ |
| 18.        | Fagott      | 16′ |

- Koppeln: II/I, I/P, II/P

Superoktavkoppel: II/II, II/P

## Glocken
Das Hauptgeläute wird durch die drei ersten Glocken gebildet Durch Kriegsbedingungen erhielt sich nur die kleine Glocke aus dem Jahr 1880.
|   | Name          | Masse (kg) | Schlagton | Gussjahr | Glockengießer   |
| - | ------------- | ---------- | --------- | -------- | --------------- |
| 1 | St. Elisabeth | 1200       | e1        | 1947     | Karl Hamm       |
| 2 | St. Marien    | 600        | g1        | 1947     | Karl Hamm       |
| 3 | St. Michael   | 400        | a1        | 1947     | Karl Hamm       |
| 4 | St. Josef     | ca. 250    |           | 1880     | Lothar Spannagl |